# Johann Adam Hiller

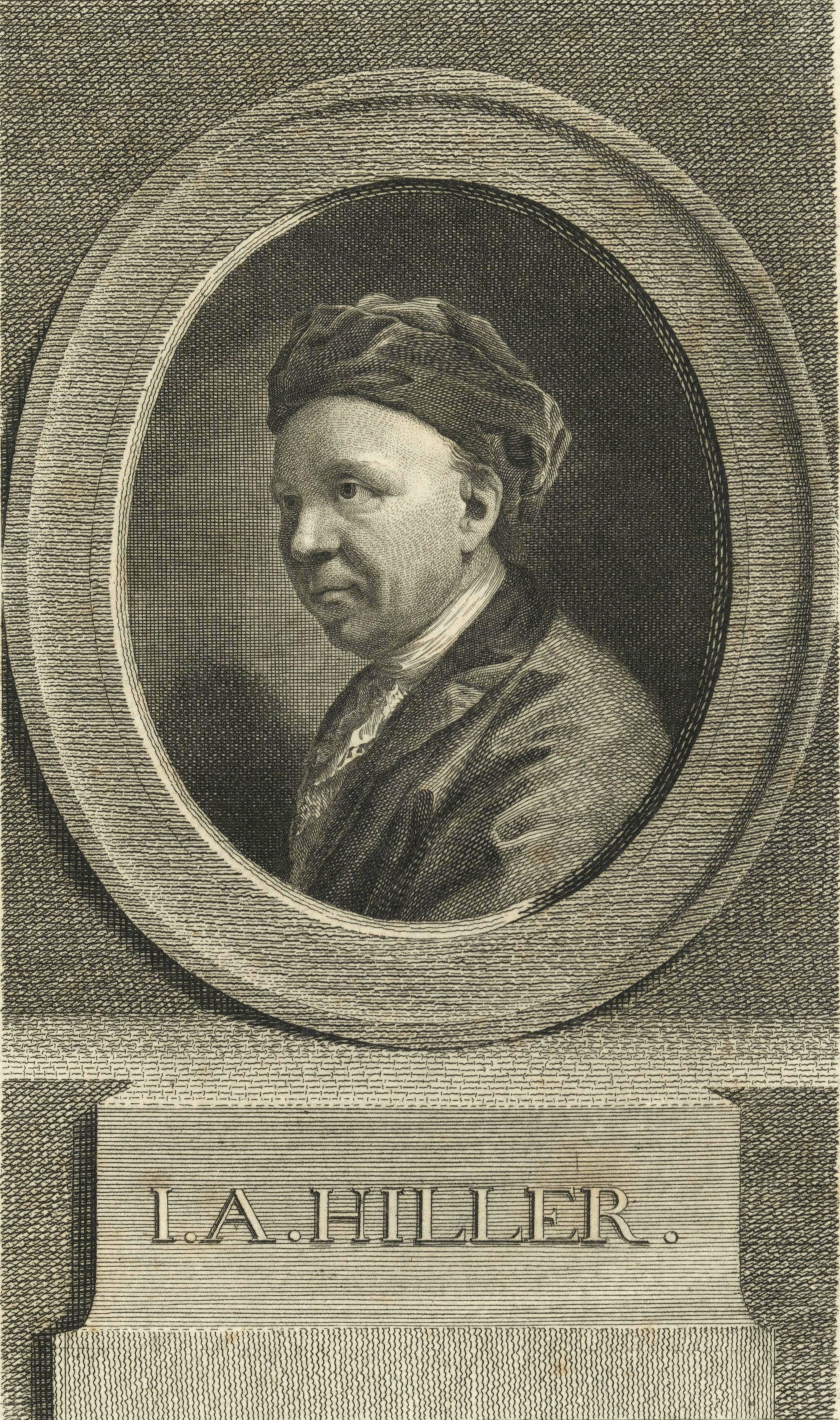
Johann Adam Hiller, nach einem Gemälde von Anton Graff

Johann Adam Hiller, bis 1763 Hüller, (* 25. Dezember 1728 in Wendisch Ossig, heute Osiek Łużycki, bei Görlitz; † 16. Juni 1804 in Leipzig) war ein deutscher Komponist, Musikschriftsteller und Kapellmeister.

## Herkunft
Seine Eltern waren der Lehrer und Gerichtsschreiber Johann Christoph Hiller († 1734) und dessen Ehefrau, eine Schicketanz aus Dresden.

## Leben

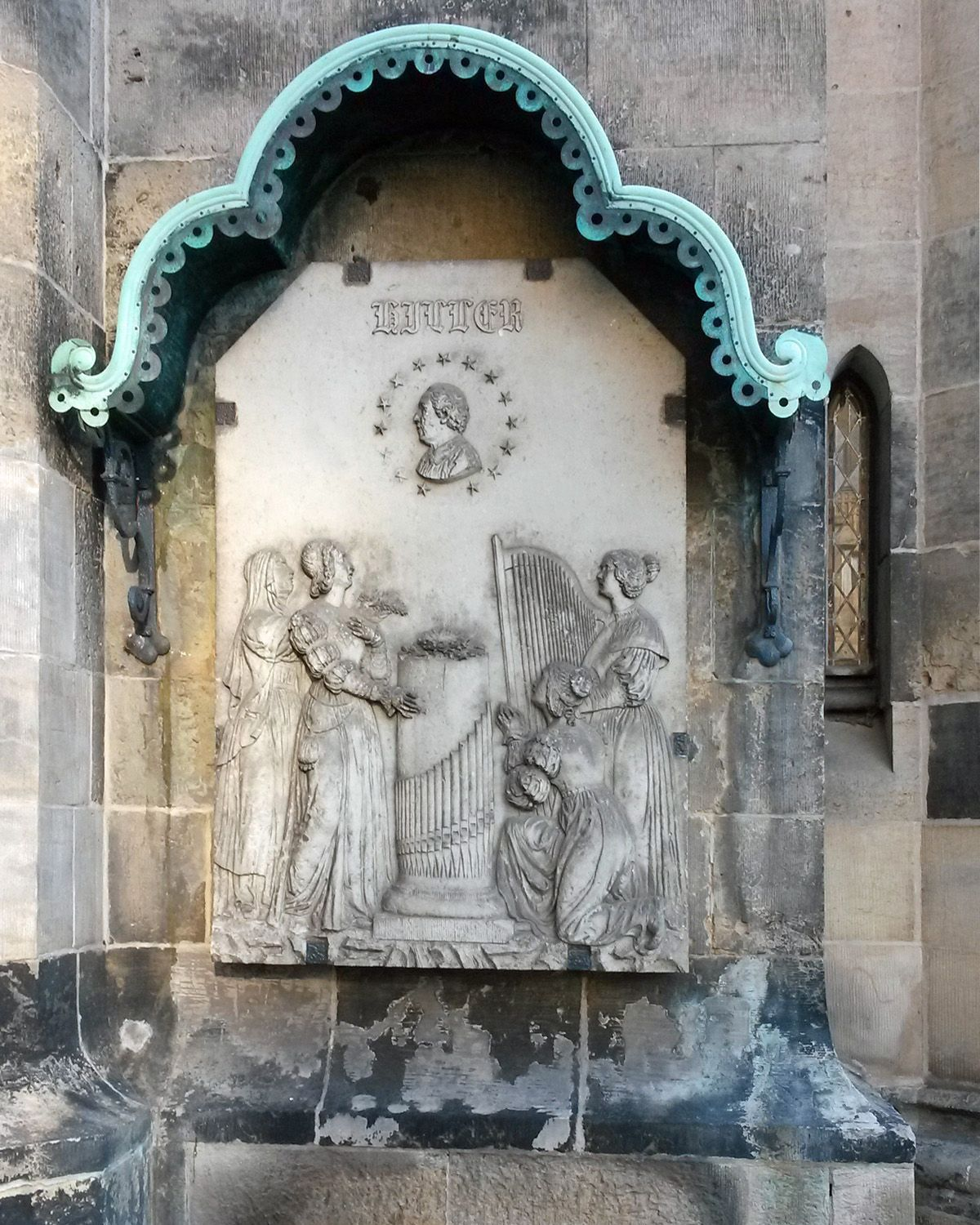
Gedenktafel für Johann Adam Hiller, Nordwestecke der Thomaskirche, Leipzig

Der 1728 geborene Johann Adam Hiller besuchte bis 1745 das Gymnasium in Görlitz, lernte Klavier und Generalbass an der Kreuzschule in Dresden bei Kantor G.A. Homilius, ging 1751 nach Leipzig und begann ab diesem Zeitpunkt ein Jurastudium an der Universität Leipzig. 1754 wurde er Hauslehrer bei Graf Heinrich Adolph von Brühl, mit dem er 1758 erneut nach Leipzig ging.
1759 begründete er die Musikzeitschrift Der musikalische Zeitvertreib, laut Brockhaus-Enzyklopädie von 1831 die „erste praktisch-musikalische Zeitschrift Teutschlands“. Im Jahr 1763 nahm Hiller die Tradition des 1743 von Buchhändler Johann Friedrich Gleditsch gegründeten und seit 1756 infolge des Siebenjährigen Krieges eingestellten Leipziger Großen Konzerts als Flötist und Sänger wieder auf. Rief 1763 in Leipzig die »Liebhaberkonzerte« ins Leben.
Von 1766 bis 1770 gab er die Wöchentlichen Nachrichten, die Musik betreffend heraus. Seit 1771 führte Hiller eine Singschule in Leipzig, aus der berühmte Sängerinnen hervorgingen. Zu seinen Schülerinnen gehörten etwa Corona Schröter und Elisabeth Mara sowie die Schwestern Podleska, die 1832 ein Denkmal für ihn stifteten, das erste Denkmal für einen Musiker in Leipzig. Im Jahr 1775 begründete er die Musikübende Gesellschaft, deren Konzerte zunächst im Apelschen Haus (seit 1904 Königshaus) in Leipzig, ab 1781 dann im Leipziger Gewandhaus stattfanden. Damit war er der erste Kapellmeister des Gewandhausorchesters.
1782 richtete Hiller in Mitau die Hofkapelle des Herzogs Peter von Kurland ein. Am 19. Mai 1786 organisierte er im Berliner Dom eine Aufführung des Messiah von Georg Friedrich Händel. Für diese Aufführung und die am 3. November des gleichen Jahres in der Universitätskirche Leipzig stattfindende Leipziger Erstaufführung hatte Hiller einige aufführungspraktische Änderungen vorgenommen, die dem Werk einen neuen Impuls in der Händel-Renaissance geben sollten. Ein Jahr später unternahm Hiller ähnliche Maßnahmen für Händels Oratorium Judas Maccabaeus.
Von 1789 bis 1801 war Hiller Thomaskantor der Thomasschule. Außerdem war Hiller zeitweilig Musikdirektor an der Thomaskirche und Organist an der Neukirche.
Hiller starb 1804 in Leipzig.

## Familie
Er war mit Christiana Eleonora Gestewitz verheiratet, und Schwager von Friedrich Christoph Gestewitz. Das Paar hatte drei Söhne und drei Töchter. Sein Sohn Friedrich Adam Hiller (1767–1812) wurde ebenfalls Komponist.

## Nachwirkung
- Hiller entwickelte mit seinen Singspielen die deutsche komische Oper weiter. Er ordnete den volkstümlichen Gestalten Liedtypen und den aristokratischen Gestalten Arienformen zu. Seine Singspiele gewannen innerhalb des werdenden deutschen Bürgertums an Einfluss und wirkten auf die Dichtkunst der Zeit zurück. Auch Goethe wurde zu Lyrik im Volkston angeregt.
- Max Reger bezieht sich in seiner Komposition Variationen und Fuge über ein Thema von J. A. Hiller op. 100 auf ein Thema aus dem Singspiel Der Aerndtekranz.
- 1832 wurde Hiller neben der Leipziger Thomaskirche ein Denkmal errichtet. Hiervon ist nur noch eine Gedenktafel verblieben.
- Eine posthume Ehrung wurde Hiller anlässlich des 200. Geburtstags in seinem Heimatort Wendisch Ossig zuteil. Im Rahmen der Sonntagspredigt erinnerte Pastor Rochowski an den großen Sohn des Dorfes. Anschließend wurden eine Linde (Hillerlinde) gepflanzt und ein Gedenkstein geweiht.
- Die städtische Musikschule Görlitz bekam zu seinem 35-jährigen Bestehen 1986 den Beinamen Johann Adam Hiller verliehen.[2]
- Das Singspiel Das Orakel nach dem Text von Christian Fürchtegott Gellert galt als verschollen. Ende 2011 wurde der vollständige Klavierauszug in letzter Minute auf dem Sortierband zum Reißwolf entdeckt und gerettet. Er befindet sich jetzt im Thüringischen Landesmusikarchiv in Weimar.[3]

## Werke

### Schriften
chronologisch
- Wöchentliche Nachrichten und Anmerkungen die Musik betreffend. 4 Bände. Leipzig 1766–1770. Reprint: Hildesheim 1970.
- Anweisung zum musikalisch-richtigen Gesange. Leipzig 1774, 2. Aufl. 1798.
- Anweisung zum musikalisch-zierlichen Gesange. Leipzig 1780. Reprint: Leipzig 1976 (Digitalisat in der Google-Buchsuche).
- Ueber die Musik und deren Wirkungen. Leipzig 1781. Reprint: Leipzig 1974.
- Lebensbeschreibungen berühmter Musikgelehrten und Tonkünstler neuerer Zeit. Leipzig 1784. Nachdruck: Edition Peters 1979.[4]
- Fragmente aus Händels Messias. Nebst Betrachtungen über die Aufführung Händelscher Singcompositionen, Leipzig 1787
- Kurze und erleichtete Anweisung zum Singen für Schulen in Städten und Dörfern. Leipzig 1792.
- Anweisung zum Violinspielen, für Schulen, und zum Selbstunterrichte, nebst einem kurzgefaßten Lexicon der fremden Wörter und Benennungen in der Musik. Leipzig(?) 1792.

### Kompositionen
Johann Adam Hiller vertonte eine Reihe von Singspielen, alle nach Libretti von Christian Felix Weiße, die als Vorstufe der deutschen Spieloper gelten:
- Das Orakel 1753; Text: Christian Fürchtegott Gellert
- I.Teil: Der Teufel ist los[5] 1766
- II.Teil: Der lustige Schuster 1766
- Lisuart und Dariolette 1767
- Lottchen am Hofe 1767
- Die Liebe auf dem Lande 1768
- Die Jagd 1770
- Der Dorfbalbier 1771
- Der Ärndtekrantz 1771
- Der Krieg 1772
- Die Jubelhochzeit 1773
- Poltis, oder das gerettete Troja 1773
- Das Grab des Mufti oder die beiden Geizigen 1779

Außerdem schrieb er Lieder, Kantaten und andere Kirchenmusik.
- Drey Melodien zu Wir glauben all’ an einen Gott; zwo neue, und die alte verbessert von Johann Adam Hiller. Adam Friedrich Böhme, Leipzig 1790.

### Herausgeberschaft
- Vierstimmige Motetten und Arien in 6 Bänden, Leipzig, 1776–1791
- Georg Friedrich Händels Te Deum Laudamus zur Utrechter Friedensfeyer ehemals in Engländischer Sprache componirt, und nun mit dem bekannten lateinischen Texte herausgegeben von Johann Adam Hiller. Leipzig, 1. IX. 1780.